# فريتز كوهن
فريتز كوهن (بالألمانية: Frederic Cohen)‏ هو موزع وملحن ألماني، ولد في 23 يونيو 1904 في بون في ألمانيا، وتوفي في 9 مارس 1967 في نيويورك في الولايات المتحدة.

## روابط خارجية
- فريتز كوهن على موقع قاعدة بيانات برودواي على الإنترنت (الإنجليزية)
- فريتز كوهن على موقع أول ميوزيك (الإنجليزية)